# Orinomana ascha
Espèce
Orinomana ascha est une espèce d'araignées aranéomorphes de la famille des Uloboridae.

## Distribution
Cette espèce est endémique d'Argentine. Elle se rencontre dans les provinces de La Rioja et de Tucumán.

## Description
La femelle holotype mesure 3,88 mm.
Le mâle décrit par Grismado et Rubio en 2015 mesure 3,40 mm.

## Étymologie
Son nom d'espèce lui a été donné en référence au lieu de sa découverte, Ascha.

## Publication originale
- Grismado, 2000 : Dos nuevas especies del género Orinomana Strand de Argentina (Araneae, Uloboridae). Physis, Revista de la Sociedad Argentina de Ciencias Naturales, Sección C, vol. 57, p. 97-100.